# Xipharès
Xipharès (Ξιφάρης en grec ancien, vers 85 av. J.-C. – 65 av. J.-C.) était le fils de Mithridate VI du Pont et d'une concubine nommée Stratonice. Probablement né vers 85 av. J.-C., ce personnage est essentiellement connu à travers les événements relatés pendant la troisième guerre mithridatique. On dit qu'il fut mis à mort par le roi lui-même en 65 av. J.-C. à Panticapée, en raison d'une dispute avec la mère du garçon. On dit que Mithridate possédait un fort où il cachait, dans ses caves, son trésor : une grande quantité d'argent enfermée à l'intérieur de nombreux vases en fer. Stratonice, l'une des concubines ou épouses du roi, avait été placée à la tête de ce château, et alors que le roi du Pont achevait encore son voyage autour du Pont-Euxin, elle le remit à Cnaeus Pompeius Magnus, lui révélant les trésors secrets, sur condition de sauver son fils Xipharès, s'il l'avait capturé. Pompée, ayant reçu l'argent, promit en échange qu'il pardonnerait à l'enfant, lui permettant d'emporter tous ses biens. Lorsque Mithridate apprit cela, il se vengea en tuant Xipharès dans le détroit, tandis que sa mère fut forcée d'assister à cette épreuve depuis la rive opposée, le corps de son fils restant sans sépulture.